# ダニエル・ブレーダイク
ダニエル・ブレーダイク（Daniël Breedijk、1995年2月13日 - ）は、オランダ・ロッテルダム出身の元サッカー選手。現役時代のポジションはDF。

## クラブ経歴
スパルタ・ロッテルダムの下部組織出身。2013年の夏、スパルタのトップチームに昇格し、プロキャリアをスタートさせた。同年9月23日、テルスターとのリーグ戦でトップチームデビューし、12月8日のSBVエクセルシオール戦ではホームゲームデビュー。この2013-14シーズン、ブレーダイクはリーグ戦に15試合出場して、翌シーズンはさらに出場機会を伸ばし、リーグ戦35試合3得点という記録を残した。しかし、2014-15シーズン終了後、右膝の前十字靱帯を断裂し、十か月以上の離脱となってしまった。大怪我から復帰後、2018年6月まで契約を延長したものの、復帰前の調子を取り戻せず、出場機会を失っていった。
2018年1月、エールステ・ディヴィジのFCドルトレヒトに移籍した。
2019年の4月、ドルトレヒトとの契約を解除したためフリーとなったが、アルメレ・シティFCが獲得に乗り出し、同クラブと2年間の契約を結んだ。
2022年6月24日、ヘルモント・スポルトに移籍した。